# 茨木市立大池小学校
茨木市立大池小学校（いばらきしりつ おおいけ しょうがっこう）は、大阪府茨木市にある公立の小学校。

## 概要
従来の茨木市立茨木小学校の校区から、おおむね阪急京都線線路以東の区域を分離する形で、1964年に開校した。茨木市の小学校では珍しく天文台が設置されていたが、現在はなくなっている。

## 沿革
- 1964年2月15日 - 茨木市議会、茨木市立大池小学校設置を議決。
- 1964年4月1日 - 茨木市立大池小学校として、1-3年の児童で開校。茨木市立茨木小学校内に仮校舎を置く。
- 1964年12月26日 - 従来の校区の一部を、茨木市立玉島小学校校区へ変更。
- 1965年4月1日 - 現在地に校舎第一期工事完成、部分移転（1・2年のみ。3・4年は茨木小学校内の仮校舎）。
- 1965年4月25日 - 開校式を実施。この日を創立記念日とする。
- 1965年5月 - PTA発足
- 1966年2月15日 - 第二期工事完成。
- 1966年4月1日 - 現在地に全面移転。
- 1968年11月10日 - 校歌発表会（作詞：竹中郁、作曲：中田喜直）
- 1969年4月 - 茨木市立中津小学校の開校に伴い校区変更。該当地区在住の2・3年生が中津小学校へ移籍。
- 1971年3月 - 茨木市立水尾小学校の開校に伴い校区変更。該当地区在住の1 - 4年生が水尾小学校へ移籍。
- 1971年8月 - 校内に留守家庭児童会（学童保育）を開設。
- 1976年4月 - 養護学級を設置。

## 通学区域
- 茨木市 大池1･2丁目、稲葉町、舟木町、園田町、主原町、大同町、星見町（1～17番地）

※卒業生は基本的に、茨木市立養精中学校（主原町）、茨木市立東中学校（大池1・2丁目、稲葉町、舟木町、園田町）、茨木市立平田中学校（大同町、星見町）の3校に分かれて進学する。

## 交通
- 阪急京都線茨木市駅下車 徒歩約7分